# Campionati del mondo di atletica leggera 2009 - Getto del peso femminile
La gara di getto del peso femminile si è tenuta il 16 agosto: le qualificazioni si sono tenute la mattina, con partenza alle 10:05, e la finale a 12 si è tenute la sera stessa con partenza alle 20:20. Erano iscritte 28 atlete, divise in 2 gruppi.
La gara è stata vinta dalla neozelandese Valerie Vili con la misura di 20,44 m; l'argento e il bronzo sono andati rispettivamente alla tedesca Nadine Kleinert e alla cinese Gong Lijiao.
I minimi per partecipare sono stati 18,20 m (minimo A) e 17,20 m (minimo B).

## Qualificazioni
Ogni atleta ha a disposizione 3 lanci: si qualificano alla finale chi ottiene oltre 18,50 m e le migliori 12.
| Pos. | Gruppo | Atleta                | Nazione           | 1° lancio | 2° lancio | 3° lancio | Risultato | Note                                     |
| ---- | ------ | --------------------- | ----------------- | --------- | --------- | --------- | --------- | ---------------------------------------- |
| 1    | B      | Valerie Vili          | Nuova Zelanda     | 19,70     |           |           | 19,70     | Q                                        |
| 2    | B      | Nadine Kleinert       | Germania          | 18,38     | x         | 19,36     | 19,36     | Q                                        |
| 3    | B      | Gong Lijiao           | Cina              | 19,08     |           |           | 19,08     | Q                                        |
| 4    | A      | Anna Avdeyeva         | Russia            | 18,45     | 18,31     | 18,92     | 18,92     | Q                                        |
| 5    | A      | Denise Hinrichs       | Germania          | 18,69     |           |           | 18,69     | Q                                        |
| 6    | B      | Misleydis González    | Cuba              | 18,62     |           |           | 18,62     | Q                                        |
| 7    | A      | Li Meiju              | Cina              | 18,53     |           |           | 18,53     | Q                                        |
| 8    | B      | Michelle Carter       | Stati Uniti       | 17,43     | 18,07     | 18,44     | 18,44     | q                                        |
| 9    | A      | Christina Schwanitz   | Germania          | 18,25     | x         | 18,11     | 18,25     | q                                        |
| 10   | A      | Mailín Vargas         | Cuba              | 18,14     | 17,95     | 17,98     | 18,14     | q                                        |
| 11   | B      | Liu Xiangrong         | Cina              | x         | 17,97     | 18,10     | 18,10     | q                                        |
| 12   | B      | Cleopatra Borel-Brown | Trinidad e Tobago | 17,19     | 17,31     | 17,99     | 17,99     |                                          |
| 13   | B      | Mariam Kevkhishvili   | Georgia           | 17,95     | 17,68     | 17,75     | 17,95     |                                          |
| 14   | A      | Anca Heltne           | Romania           | 17,92     | 17,82     | 17,69     | 17,92     |                                          |
| 15   | A      | Chiara Rosa           | Italia            | 17,89     | x         | x         | 17,89     |                                          |
| 16   | A      | Austra Skujytė        | Lituania          | x         | 17,52     | 17,86     | 17,86     | Miglior prestazione personale            |
| 17   | B      | Yaniuvis López        | Cuba              | 17,71     | 17,65     | x         | 17,71     |                                          |
| 18   | B      | Natalia Duco          | Cile              | 17,61     | 17,45     | 17,43     | 17,61     |                                          |
| 19   | B      | Jessica Cérival       | Francia           | 17,06     | 16,90     | 17,30     | 17,30     |                                          |
| 20   | A      | Laurence Manfredi     | Francia           | 17,04     | x         | 17,25     | 17,25     |                                          |
| 21   | A      | Helena Engman         | Svezia            | 17,19     | x         | x         | 17,19     | Miglior prestazione personale stagionale |
| 22   | A      | Jillian Camarena      | Stati Uniti       | 16,92     | x         | x         | 16,92     |                                          |
| 23   | B      | Anita Márton          | Ungheria          | 15,99     | 16,80     | 16,76     | 16,80     |                                          |
| 24   | B      | Leila Rajabi          | Iran              | 16,12     | 16,60     | x         | 16,60     |                                          |
| 25   | B      | Ana Po'uhila          | Tonga             | 15,50     | x         | 16,09     | 16,09     |                                          |
| 26   | A      | Annie Alexander       | Trinidad e Tobago | 16,01     | 15,82     | x         | 16,01     |                                          |
| 27   | A      | Kristin Heaston       | Stati Uniti       | x         | x         | 14,98     | 14,98     |                                          |
|      | A      | Natallia Mikhnevich   | Bielorussia       |           |           |           | dq        |                                          |

## Finale
Ogni atleta ha a disposizione 3 lanci; le migliori 8 accedono alle 3 prove successive.
| Pos. | Atleta              | Nazione       | Lanci di qualificazione | Lanci di qualificazione | Lanci di qualificazione | Lanci di finale | Lanci di finale | Lanci di finale | Risultato | Note                          |
| Pos. | Atleta              | Nazione       | 1°                      | 2°                      | 3°                      | 4°              | 5°              | 6°              | Risultato | Note                          |
| ---- | ------------------- | ------------- | ----------------------- | ----------------------- | ----------------------- | --------------- | --------------- | --------------- | --------- | ----------------------------- |
| 1    | Valerie Vili        | Nuova Zelanda | 19,40                   | x                       | 20,25                   | 20,16           | 20,44           | 20,25           | 20,44     |                               |
| 2    | Nadine Kleinert     | Germania      | 20,06                   | 19,52                   | 20,20                   | 19,61           | x               | x               | 20,20     | Miglior prestazione personale |
| 3    | Gong Lijiao         | Cina          | 19,69                   | 19,89                   | 19,68                   | 19,75           | x               | x               | 19,89     | Miglior prestazione personale |
| 4    | Anna Avdeyeva       | Russia        | 18,66                   | 18,78                   | 19,48                   | 19,66           | x               | x               | 19,66     |                               |
| 5    | Michelle Carter     | Stati Uniti   | x                       | 18,93                   | 18,96                   | x               | 18,30           | x               | 18,96     |                               |
| 6    | Li Meiju            | Cina          | 18,76                   | 18,35                   | 18,66                   | x               | x               | x               | 18,76     |                               |
| 7    | Misleydis González  | Cuba          | 18,73                   | 18,57                   | x                       | 18,60           | 18,74           | 18,43           | 18,74     |                               |
| 8    | Mailín Vargas       | Cuba          | 18,67                   | 18,10                   | 18,11                   | non qualificate | non qualificate | non qualificate | 18,67     |                               |
| 9    | Liu Xiangrong       | Cina          | 18,52                   | x                       | 16.79                   | non qualificate | non qualificate | non qualificate | 18,52     |                               |
| 10   | Denise Hinrichs     | Germania      | 18,30                   | 18,39                   | x                       | non qualificate | non qualificate | non qualificate | 18,39     |                               |
| 11   | Christina Schwanitz | Germania      | 17,84                   | x                       | x                       | non qualificate | non qualificate | non qualificate | 17,84     |                               |
|      | Natallia Mikhnevich | Bielorussia   |                         |                         |                         |                 |                 |                 | dq        |                               |